# The Loved One
The Loved One is een Amerikaanse filmkomedie uit 1965 onder regie van Tony Richardson. De film is gebaseerd op de gelijknamige roman van Evelyn Waugh en werd in Nederland uitgebracht onder de titel Rust in vrede.

## Verhaal
De Brit Dennis Barlow is in Californië om er de begrafenis bij te wonen van zijn oom. Hij leert er op enkele merkwaardige gebruiken uit de uitvaartwereld kennen.

## Rolverdeling
| Acteur            | Personage              |
| ----------------- | ---------------------- |
| Robert Morse      | Dennis Barlow          |
| Jonathan Winters  | Henry Glenworthy       |
| Anjanette Comer   | Aimee Thanatogenous    |
| Dana Andrews      | Generaal Buck Brinkman |
| Milton Berle      | Mijnheer Kenton        |
| James Coburn      | Immigratieambtenaar    |
| John Gielgud      | Francis Hinsley        |
| Tab Hunter        | Reisgids               |
| Margaret Leighton | Helen Kenton           |
| Liberace          | Mijnheer Starker       |
| Roddy McDowall    | D.J. jr.               |
| Robert Morley     | Ambrose Ambercrombie   |
| Barbara Nichols   | Sadie Blodgett         |
| Lionel Stander    | Brahmin                |
| Roxanne Arlen     | Gastvrouw              |